# シリンダーライナー
シリンダーライナー (cylinder liner) またはライナーは、レシプロエンジンのシリンダーにおいて、ピストンとの気密性を保ちつつ滑らかに往復する為の筒状の部品である。

## 概要
部品の性質上、耐摩耗性（相手のピストンリングに対しても）・耐熱性が要求され、エンジン製造時にシリンダーブロックに圧入するか鋳込まれる。スリーブ(Cylinder Sleeving)と呼ばれる場合もある。
ライナーの脱着には、ライナー抜きと呼ばれる、金属板にパイプを取り付けたような器具(A)と金属板に金属棒を取り付けたような器具(B)が使われる。取り外しには、チャンバーからBを入れ金属棒部分をライナーに引っ掛け、チェーンブロックなどで引っ張る。装着にはAのパイプ部分をシリンダーヘッド固定ボルトにいれ、ナットの力で押し込む。製造工程ではライナーを液体窒素で冷却して貫入する。鋳込み型のシリンダーライナーはエンジンブロック鋳造時に鋳込むため事後的な脱着は不可能である。
現在の小型ガソリンエンジンでは、エンジンブロックそのものにライナーの性質を持たせるライナーレスエンジンが普及しているが、製造工程のスループットの長さに起因して製造コスト高であり、スポーツ用途などハイエンド品を除いては合金製シリンダーライナーを利用したエンジンが一般的である。また船舶用大型ディーゼルエンジンなどでは自動車などより耐用年数が長期になるため、交換メンテナンス性から鋳造ライナーを利用したエンジンが主流である。